# Glaciar Shambles

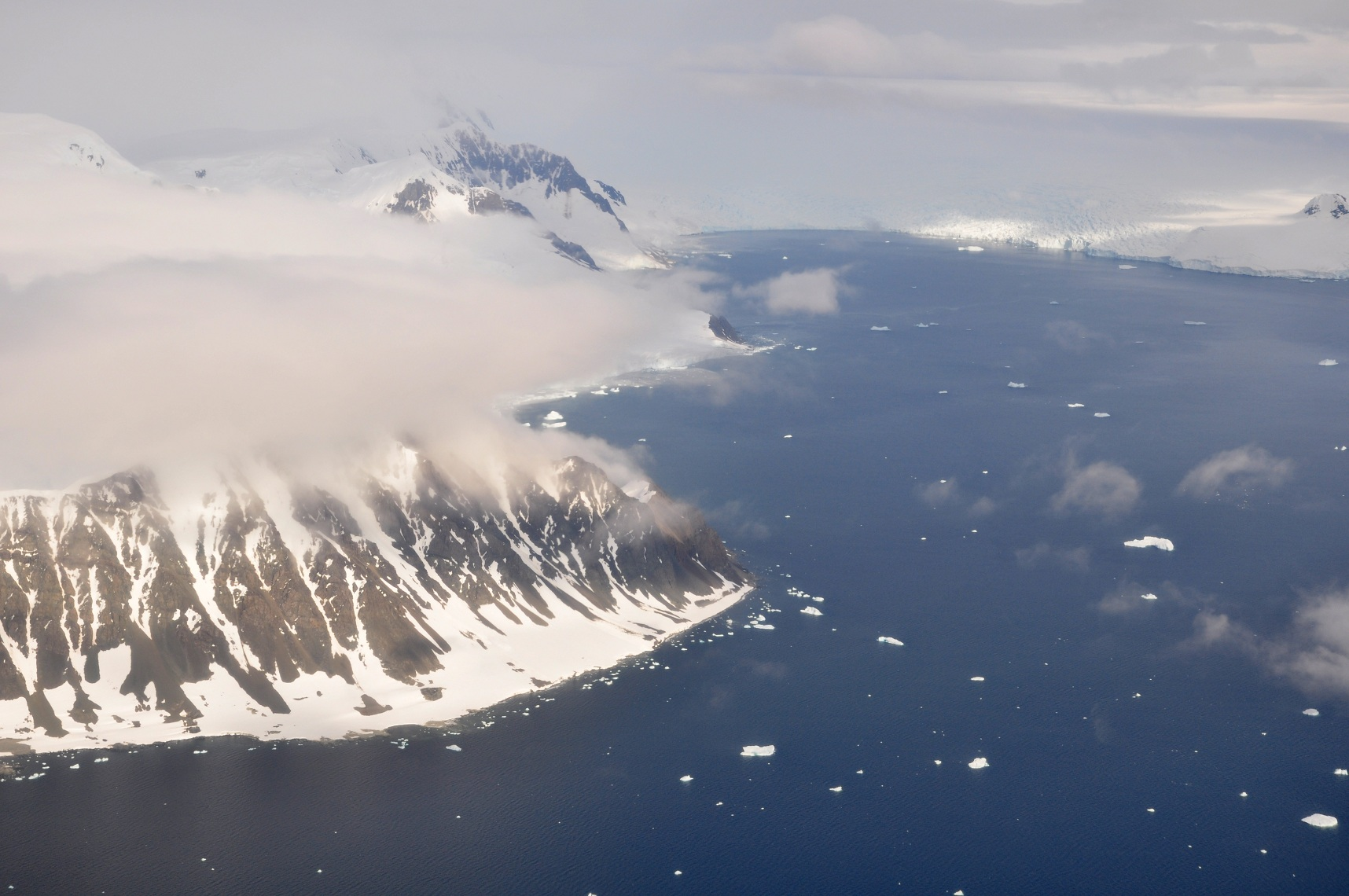
Fotografía aérea de un sector en la costa este de la isla Adelaida, se observa al glaciar Shambles en el extremo derecho superior.

El glaciar Shambles (67°20′S 68°13′O / -67.333, -68.217) es un glaciar empinado que mide 6 km de largo y 10 km de ancho en la Antártida, que posee hummocks y grietas prominentes, y fluye en dirección este entre el monte Bouvier y el monte Mangin hacia la bahía Stonehouse en el sector este de la isla Adelaida. Es el mayor glaciar de la isla, y es una salida hacia el este del enorme pedemonte de hielo Fuchs que abarca dos tercios de la isla en el sector oeste. De esta manera el glaciar Shambles es el mayor paso en la cadena montañosa que recorre la isla Adelaida en dirección norte sur.
Los sectores inferiores del glaciar fueron observados y relevados por primera vez en 1909 por la Expedición Antártica Francesa al mando de Jean-Baptiste Charcot, y nuevamente relevados en 1948 por la Falkland Islands Dependencies Survey (FIDS). Los sectores superiores fueron mapeados a partir de fotografías aéreas tomadas por la Ronne Antarctic Research Expedition (RARE), en 1947-48, y por la Falkland Islands and Dependencies Aerial Survey Expedition (FIDASE), 1956-57. Fue nombrado por la FIDS a causa de que la superficie del glaciar se encuentra altamente cortada por grietas (shambles en inglés significa desorden).